# Eleccions municipals de 2019 a Prades
Les eleccions municipals de 2019 a Prades van ser unes eleccions locals que es van celebrar el diumenge 26 de maig de 2019 a Prades, al Baix Camp, com a part de les eleccions municipals espanyoles. Es van triar els 7 regidors de l'Ajuntament de Prades.

## Sistema electoral
Les eleccions als ajuntaments de l'Estat espanyol estan fixades per celebrar-se el quart diumenge de maig cada quatre anys. El sistema electoral fa servir la regla D'Hondt amb representació proporcional, llistes tancades i una barrera electoral del 5% dels vots vàlids, que inclou els vots en blanc. La votació per a l'assemblea local es basa en el sufragi universal.
En les eleccions municipals, la circumscripció electoral és en l'àmbit municipal i el nombre d'escons (o sigui, regidors) a triar del municipi es determina en funció del nombre d'habitants censats en aquest municipi. En el cas de Prades, en tenir 471 persones censades, l'hi correspon 7 regidors.

## Candidatures
El 30 d'abril del mateix any, la Junta Electoral de Zona de Valls va proclamar les dues candidatures del municipi de Prades en el Butlletí Oficial de la Província de Tarragona.
1. Junts per Catalunya - Junts (JxCAT-JUNTS)
2. Junts per Prades -Candidatura de Progrés (JpP-CP)

## Jornada electoral

### Constitució de les meses
En aquell moment, Prades tenia una població de 589 habitants, dels quals 471 persones van ser cridades a votar a l'única mesa que es va constituir al municipi.

### Participació
La participació en aquestes eleccions va ser de 78,8%, el qual cosa implica que un total de 371 ciutadans del municipi van decidir exercir el seu dret a vot. Comparant aquesta participació amb la mitjana catalana, Prades ha registrat una xifra molt més alta, situant-se en 14,0 punts percentuals per sobre.
A continuació, es presenta una taula amb els percentatges de participació registrats a diferents hores del dia de les eleccions:
| Hores              | Prades         |
| ------------------ | -------------- |
| Participació (14h) | 51,2% ( -2,2%) |
| Participació (18h) | 64,5% ( -2,2%) |
| Participació (20h) | 78,8% ( 0,0%)  |